# Ґроново (Куявсько-Поморське воєводство)
Ґроново (пол. Gronowo) — село в Польщі, у гміні Любич Торунського повіту Куявсько-Поморського воєводства.
Населення — 901 особа (2011).
У 1975-1998 роках село належало до Торунського воєводства.

## Демографія
Демографічна структура станом на 31 березня 2011 року:
|          | Загалом | Допрацездатний вік | Працездатний вік | Постпрацездатний вік |
| -------- | ------- | ------------------ | ---------------- | -------------------- |
| Чоловіки | 450     | 116                | 301              | 33                   |
| Жінки    | 451     | 108                | 253              | 90                   |
| Разом    | 901     | 224                | 554              | 123                  |